# Habarovszki per

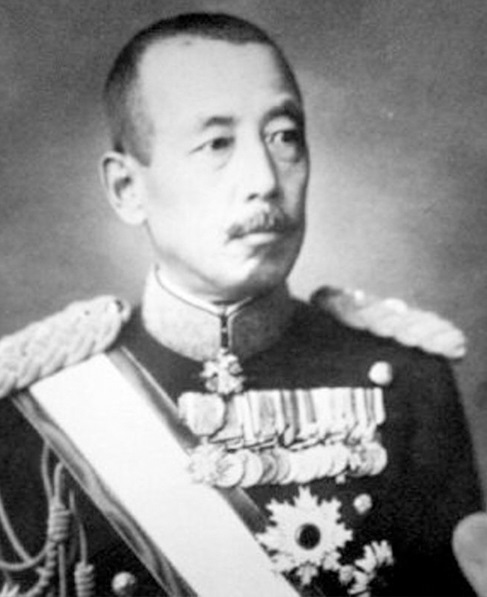
Jamada Otozó tábornok, a Kvantung hadsereg parancsnoka is 1956-ban szabadult

A szövetségesek 1943-ban aláírtak egy nyilatkozatot, mely szerint a második világháború fő bűnösei felett a bűncselekmény elkövetésének helyszínén fognak ítélkezni. Ennek szellemében zajlott a háborús bűnösök habarovszki pere 1949. december 25. és 31. közt a Szovjetunió távol-keleti területén, Habarovszkban. A Mandzsúriát megszálló japán Kvantung-hadsereg nyolc vezetőjét és négy tagját háborús bűnösként vonták felelősségre biológiai fegyverek alkalmazásának vádjával. Lev Szmirnov főügyész képviselte a vádat, aki már a nürnbergi perben is képviselte a szovjet vádakat.
A vádlottak beismerték a vádakat, és részletes információkat adtak a hírhedt 731-es alakulat háborús tevékenységéről. Valamennyi vádlottat elítélték, a büntetés 2-25 év kényszermunka volt. A per anyagait a szovjetek könyv alakban is kiadták, és angol, francia, kínai és japán nyelven is terjesztették.

## Elítéltek és ítéletek
- Jamada Otozó tábornok, a Kvantung-hadsereg parancsnoka • 25 év
- Kadzsicuka Rjúdzsi altábornagy, az Orvosi Közigazgatás vezetője • 25 év
- Takahasi Takaacu altábornagy, az Állatorvosi Szolgálat parancsnoka • 25 év
- Kavasima Kijosi vezérőrnagy, a 731-es alakulat parancsnoka • 25 év
- Karaszava Tomio őrnagy, a 731-es alakulat egyik egységének parancsnoka • 18 év
- Nisi Tosihide alezredes, a 731-es alakulat egyik egységének vezetője • 20 év
- Onoue Maszao őrnagy, a 731-es alakulat egyik egységének vezetője • 12 év
- Szató Sundzsi vezérőrnagy, az 5. Hadsereg Orvosi Szolgálatának vezetője • 20 év
- Hirazakura Zenszaku hadnagy, a 100-as alakulat kutatója • 10 év
- Mitomo Kazuo törzsőrmester, a 100-as alakulat tagja • 15 év
- Kikucsi Norimicu tizedes, 731-es alakulat 643-as egységének műtőse • 2 év
- Kurusima Júdzsi, a 731-es alakulat 162-es egységének műtőse • 3 év

## Szabadulás
1956-ban valamennyi elítélt Japánba távozhatott. A kor szovjet gyakorlatához képest enyhe büntetések felvetik a gyanút, hogy a japán biofegyver technológiai információk kiadásáért cserébe kerültek viszonylag gyorsan szabadlábra. Évtizedekkel később, mikor a Szovjetunió maga is beindította a nagyszabású, illegális biofegyver programját, állítólag felhasználta a habarovszki per során szerzett technológiai információkat. A mandzsúriai japán biológiai agresszió elkövetőinek többsége a háború végén Japánba menekült, ahol amerikai megszállás alá került és teljes amnesztiát élvezett.